# وجه واقع‌نما
وجه واقع‌نما (انگلیسی: Realis mood) (به‌اختصار REAL) گونه‌ای از وجه دستوری است که اساساً برای بیان این به‌کار می‌رود که چیزی به‌عنوان یک واقعیت مطرح می‌شود؛ به‌عبارت دیگر، برای ابراز آنچه گوینده آن را وضعیت شناخته‌شده‌ای در جهان واقع می‌داند، مانند جملات خبری. بیشتر زبان‌ها تنها یک وجه واقع‌نما دارند که آن را وجه اخباری می‌نامند، اما برخی زبان‌ها ممکن است وجه‌های واقع‌نمای بیشتری داشته باشند تا سطوح گوناگون یقین را نشان دهند. در مقابل، وجه غیرواقع‌نما برای بیان چیزی به‌کار می‌رود که معلوم نیست در واقعیت روی داده باشد یا نه.
برای نمونه، در زبان انگلیسی، تفاوت میان وجه واقع‌نما و غیرواقع‌نما را می‌توان در دو جملهٔ زیر دید:
«He works» (او کار می‌کند) و «It is necessary that he work» (ضروری است که او کار کند).
در جملهٔ نخست، «works» شکل فعلی در زمان حال حال اخباری (وجه واقع‌نما) است و برای بیان مستقیم یک واقعیت در دنیای بیرونی به‌کار رفته است. در جملهٔ دوم، «work» در وجه التزامی آمده که گونه‌ای از وجه غیرواقع‌نما است – در این‌جا، «که او کار کند» لزوماً بیانگر یک واقعیت در جهان بیرون نیست (او ممکن است ضرورت را نپذیرد و از کارکردن سر باز زند)، بلکه اشاره به وضعیتی مطلوب یا خواستنی دارد.
با این حال، از آن‌جا که وجه، یک مقولۀ دستوری است – یعنی به شکل فعل در زبان اشاره دارد و نه الزاماً به معنای آن در بافت – ممکن است یک زبان از شکل‌های وجه واقع‌نما برای مقاصدی غیر از کاربرد اصلی آن، یعنی بیان مستقیم واقعیت‌ها، نیز استفاده کند. برای مثال، بسیاری از زبان‌ها از شکل اخباری فعل برای پرسش‌گری بهره می‌برند (که گاهی آن را وجه پرسشی می‌نامند) یا در موقعیت‌های دیگری که معنای جمله در واقع غیرواقع‌نما است – مانند جملهٔ انگلیسی «I hope it works» (امیدوارم کار کند)، که در آن «works» با آن‌که در وجه اخباری آمده، به حالتی آرزویی و نه واقعی اشاره دارد؛ بنابراین، می‌توان گفت که وجه اخباری وجهی است که هر جا زبان به‌صراحت خواهان کاربرد وجه دیگری نباشد، از آن استفاده می‌شود.
وجه واقع‌نما و وجه اخباری را می‌توان با مخفف‌های REAL و IND در نمایش بین‌المللی یا واژه‌نویسی نشان داد.